# Cap Sigli
Cap Sigli är en udde i Algeriet.   Den ligger i provinsen Béjaïa, i den norra delen av landet, 150 km öster om huvudstaden Alger.
Terrängen inåt land är lite kuperad. Havet är nära Cap Sigli norrut. Runt Cap Sigli är det tätbefolkat, med 286 invånare per kvadratkilometer.